# ITN
Independent Television News (ITN) er et britisk nyhedsbureau med hovedkvarter i London. Nyhedsudsendelserne på den kommercielle TV-station, ITV, bliver produceret her.
| Anime eller manga | Spire Denne artikel om medie og kommunikation er en spire som bør udbygges. Du er velkommen til at hjælpe Wikipedia ved at udvide den. |